# Bergerven

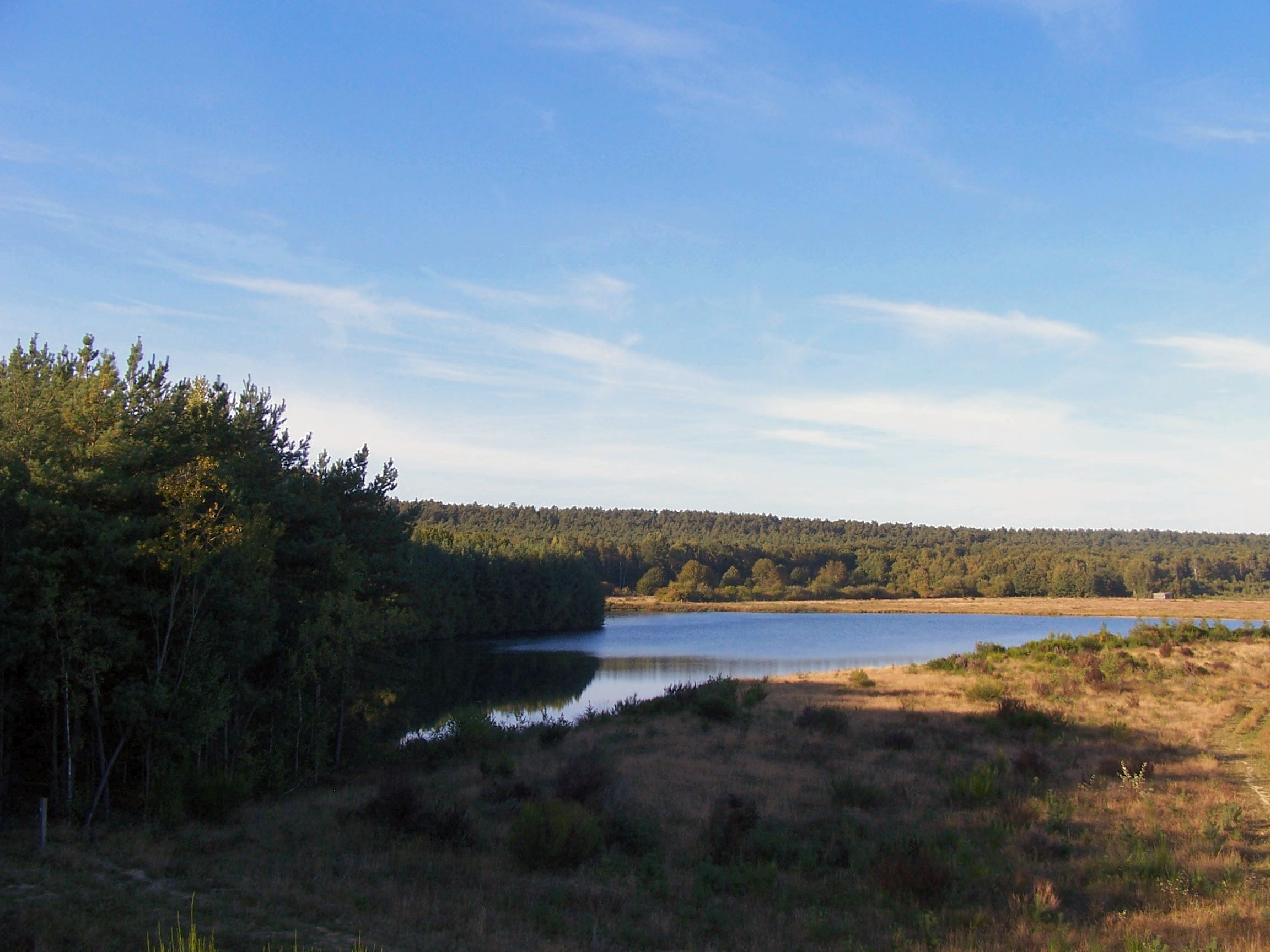
Bergerven, voormalige grindplas

Bergerven is de naam van een Belgisch natuurontwikkelingsgebied dat zich bevindt op of nabij het Kempens Plateau, ten oosten van Opoeteren. Sinds 2020 maakt het deel uit van Nationaal Park Hoge Kempen.
Het gebied is 577 ha groot en ligt op het grondgebied van Neeroeteren en Rotem. Van dit gebied heeft 533 ha de bestemming natuurgebied. Het overige (kleine) deel is bestemd voor recreatie, industrie, landbouw en dergelijke.
Het gebied ligt ingeklemd tussen de Zuid-Willemsvaart en de Europalaan. Het omvat een grindplassengebied, waarvan de oevers worden beheerd door Limburgs Landschap vzw. Hier vindt begrazing plaats door konikpaarden en gallowayrunderen en wordt regelmatig gemaaid.

## Geschiedenis
Vanouds was hier een heidegebied. Hier was weinig menselijke activiteit, maar van 1808-1825 werd de Zuid-Willemsvaart door het oostelijk gebied gegraven. Van 1830-1850 begon de ontginning van de heide en werd er naaldbos aangeplant. Neerheide in het noorden was in 1878, en Schootsheide in het zuiden was in 1898 al vrijwel geheel bebost. Neerheide, feitelijk gelegen onderaan de steilrand die het Kempens Plateau scheidt van het Maasland, werd later Bergerven genoemd. Een deel van de bossen van de Neerheide werd weer in landbouwgrond omgezet, en in 1973 begon men met de grindwinning. Er ontstonden vier plassen, waarvan de grootste 33 ha meet en 6 à 10 meter diep is. In totaal ontstond 50 ha open water. Toen de ontgrinding in 1992 beëindigd werd, kwam het gebied vrij voor natuurontwikkeling. Hierbij is het de bedoeling dat op de schrale bodems weer heide ontstaat. Vooral de herintroductie van Rode dophei is daarbij een belangrijke doelstelling. De natuurinrichting vond plaats tussen 2007 en 2010.
Tot het gebied behoren ook oevers van de Zuid-Willemsvaart, waar zich broekbossen ontwikkelen.

## Galerij

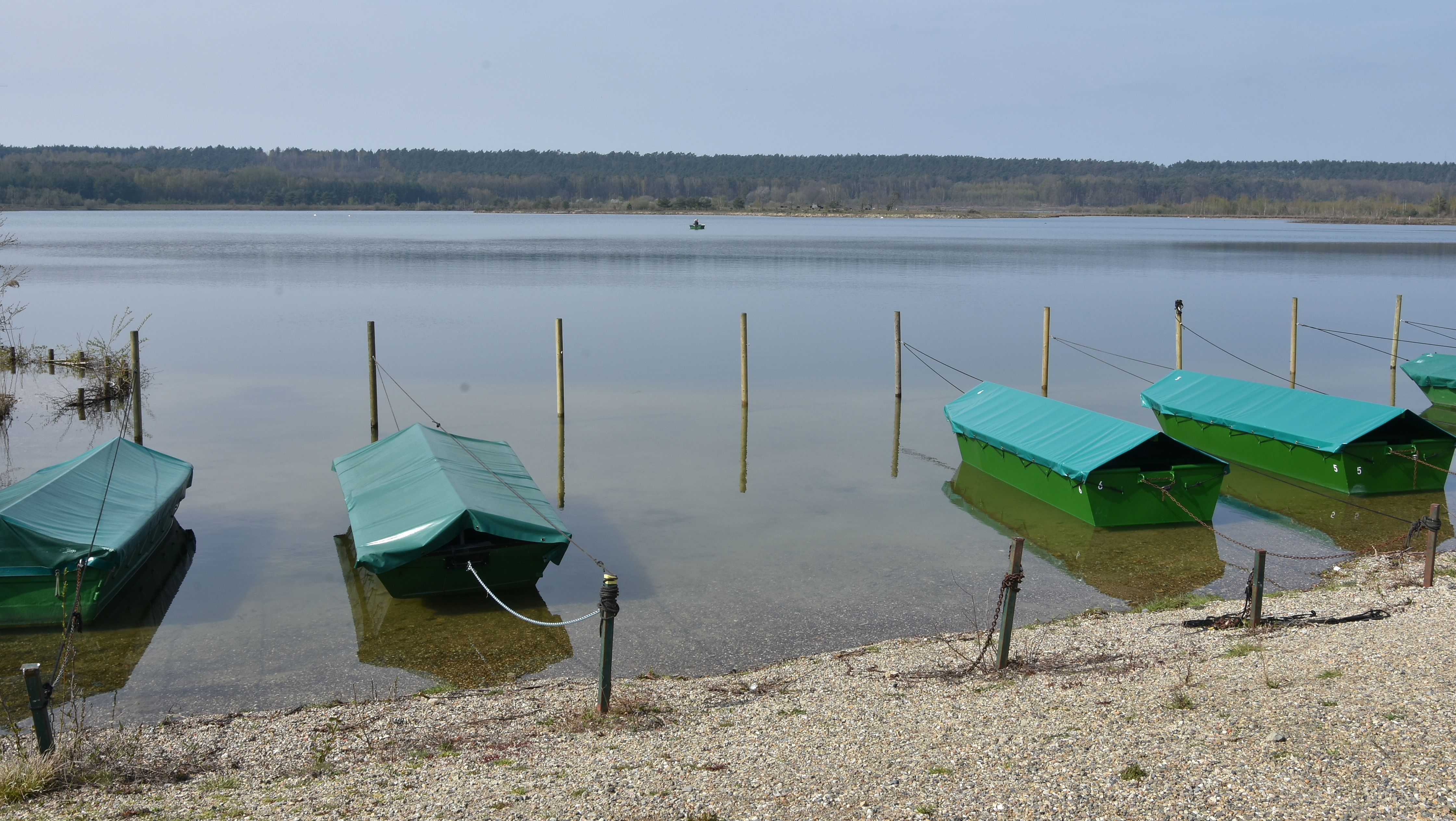
Bergerven
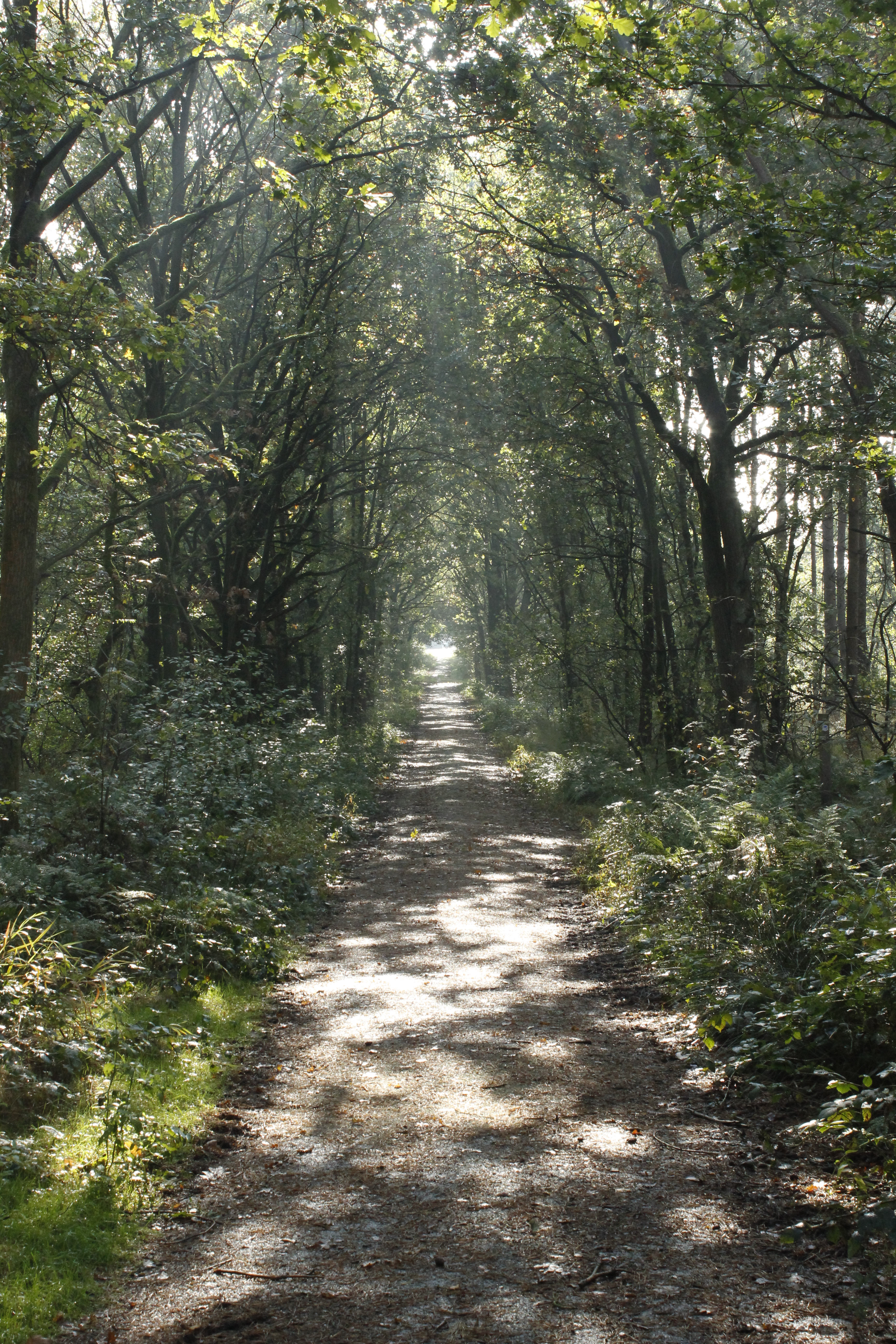
Bospad in Bergerven
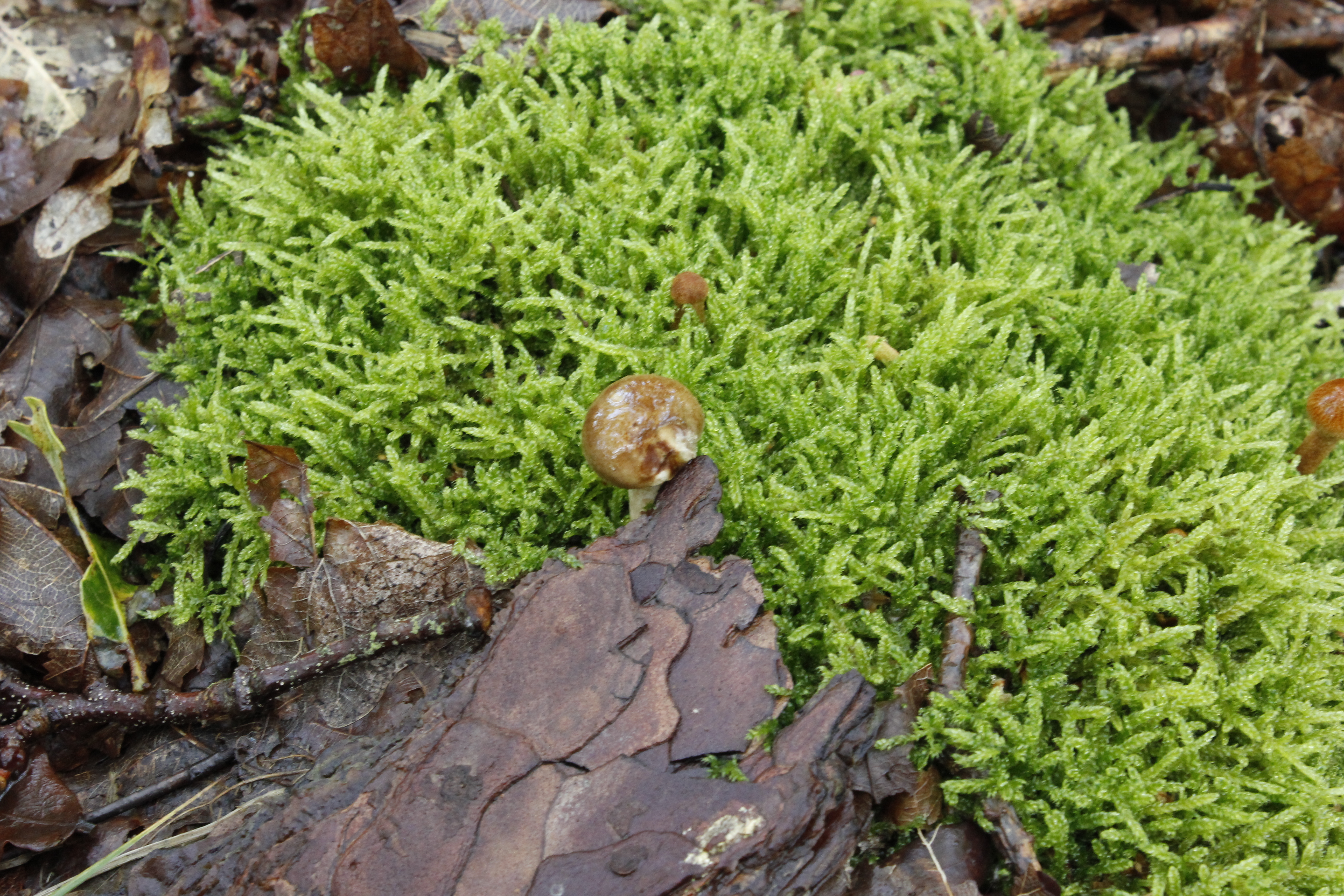
Lente in Bergerven
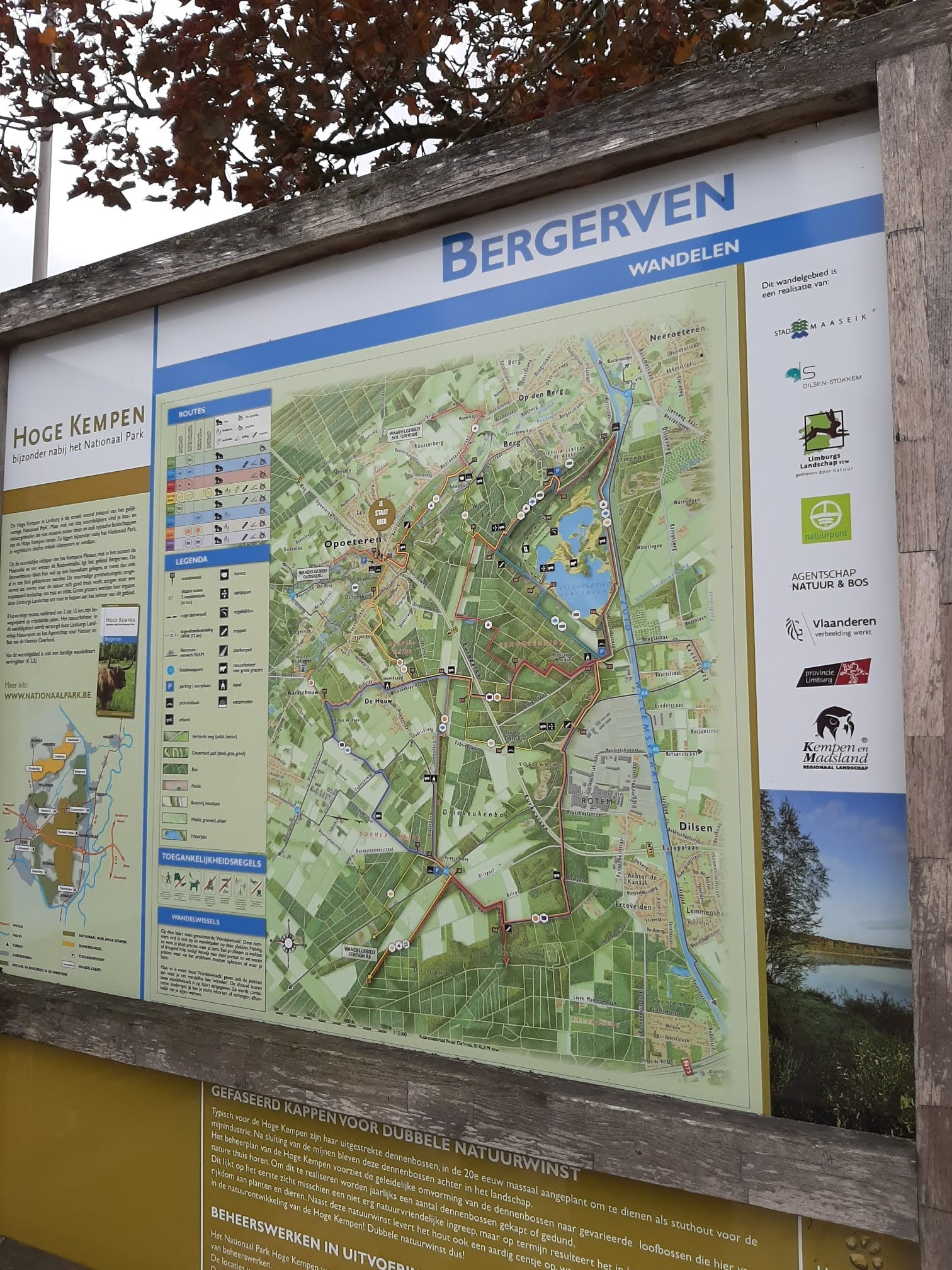